# Buddy Carlyle
Pour les articles homonymes, voir Carlyle.
Earl Lester « Buddy » Carlyle (né le 21 décembre 1977 à Omaha, Nebraska, États-Unis) est un ancien lanceur droitier de baseball.
De 1999 à 2015, il joue 9 saisons dans la Ligue majeure de baseball, trois dans la NPB au Japon et une dans la KBO en Corée du Sud.
En 2016, il devient instructeur chez les Braves d'Atlanta.

## Carrière
Buddy Carlyle est un choix de deuxième ronde des Reds de Cincinnati en 1996. Alors qu'il évolue en ligues mineures pour un club-école des Reds, il est échangé aux Padres de San Diego en retour d'un autre lanceur, Marc Kroon, le 8 avril 1998. Carlyle fait ses débuts dans le baseball majeur avec les Padres le 29 août 1999. Il est lanceur partant pour sept matchs du club de San Diego en 1999. Il remporte une victoire, sa première dans les majeures le 9 septembre sur les Expos de Montréal, subit trois défaites et affiche une moyenne de points mérités de 5,97 en 37 manches et deux tiers lancées. En 2000, il n'apparaît que dans quatre parties des Padres, chaque fois comme lanceur de relève.
Carlyle prend le chemin du Japon après ces premières expériences dans la Ligue majeure de baseball et s'aligne en 2001 et 2002 avec les Hanshin Tigers de la Ligue centrale japonaise.
Revenu aux États-Unis, il lance en ligues mineures pour des clubs affiliés aux Royals de Kansas City, aux Yankees de New York et aux Dodgers de Los Angeles avant de refaire surface dans les majeures avec les Dodgers lors de la saison 2005, où il fait 10 apparitions en relève pour le club californien.
Il rejoint ensuite les Marlins de la Floride comme agent libre mais, incapable de mériter un poste avec l'équipe, il quitte pour Séoul en Corée du Sud et s'aligne brièvement en 2006 avec les LG Twins de l'Organisation coréenne de baseball.
En décembre 2006, Carlyle signe avec les Braves d'Atlanta, qui en font un membre de leur rotation de lanceurs partants en 2007. Le droitier lance dans 22 parties, dont 20 départs. Il remporte huit victoires contre sept défaites et affiche une moyenne de points mérités de 5,21 en 107 manches lancées, son plus haut total en carrière. Le 6 juin 2007 face aux Padres de San Diego, il réalise un exploit peu commun en enregistrant trois retraits sur des prises consécutifs en neuf lancers. Pour la saison 2008, les Braves en font un lanceur de relève à temps plein. Carlyle fait bien en abaissant sa moyenne de points mérités à 3,59 en 45 sorties au monticule et 62 manches et deux tiers lancées. Il gagne de plus ses deux décisions. Il ne joue que 16 parties avec Atlanta en 2009 puis retourne au Japon où il s'aligne avec les Hokkaido Nippon Ham Fighters de la NPB en 2010.
En décembre 2010, Buddy Carlyle signe comme agent libre avec les Yankees de New York, pour qui il lance sporadiquement durant la saison 2011. En 2012, il lance en ligues mineures dans l'organisation des Braves d'Atlanta et en 2013 avec un club-école des Blue Jays de Toronto. 
Il rejoint les Mets de New York en février 2014. Lançant dans les majeures pour la première fois depuis 2011, il maintient une moyenne de points mérités d'à peine 1,45 en 31 manches lancées et 6 points accordés (5 mérités) en 27 matchs des Mets en 2014. Le 5 janvier 2015, il signe un nouveau contrat des ligues mineures avec les Mets et est invité à leur prochain camp d'entraînement. Il ne lance que 8 manches en 2015 et quitte New York après y avoir maintenu une moyenne de points mérités de 2,31 en 39 manches, sur deux saisons.